# خیرآباد (سلطانیه)
خیرآباد روستایی در ۳۵ کیلومتری مرکز استان  استان زنجان ایران است.از بزرگ‌ترین روستاهای استان زنجان همجوار جاده زنجان-تهران که داری خاک حاصلخیز و منطقه‌ای کاملا مسطح می‌باشد، این روستا دارای سالن ورزشی، زمین چمن مصنوعی، پمپ بنزین، رستوران،تالار، خیابان‌های استاندارد و آسفالت که به خاطر موقعیت جغرافیایی مناسب مستعد تبدیل شدن به شهر است.

روستای خیراباد که معروف به یل اباد است باد شدیدی دارد و در بیشتر سال درجه دمای بسیار پاین دارد. به طوری که در زمستان هوا به حد یخبندان ولوله های اب یخ میزنند

## جمعیت
بر پایه سرشماری عمومی نفوس و مسکن در سال ۱۳۹۵ جمعیت این روستا ۲٬۷۶۴ نفر (۸۲۳خانوار) بوده‌است.